# 9687 Uhlenbeck
9687 Uhlenbeck è un asteroide della fascia principale. Scoperto nel 1960, presenta un'orbita caratterizzata da un semiasse maggiore pari a 2,8138158 UA e da un'eccentricità di 0,0075585, inclinata di 6,05650° rispetto all'eclittica.
È dedicato a George E. Uhlenbeck, fisico dell'università di Leida.